# Ol'ga Michajlova (sciatrice)
Ol'ga Vjačeslavovna Michajlova, accreditata come Olga Mikhailova dalla FIS (in russo Ольга Вячеславовна Михайлова?; 8 aprile 1981), è un'ex fondista russa.

## Biografia
In Coppa del Mondo ha esordito il 15 dicembre 2007 a Rybinsk (25ª) e ha ottenuto l'unico podio il 6 febbraio 2011 nella medesima località (2ª).
In carriera ha preso parte a un'edizione dei Campionati mondiali, Oslo 2011 (6ª nella staffetta il miglior risultato).

## Palmarès

### Coppa del Mondo
- Miglior piazzamento in classifica generale: 49ª nel 2011
- 1 podio (a squadre):
  - 1 secondo posto